# ذا انفينيتي غونتليت
ذا انفينيتي غونتليت هي قصة كتاب هزلي أمريكي نشرتها شركة مارفل كومكس. بالإضافة إلى سلسلة محدودة من ستة أعداد كتبها جيم ستارلين ورسمها جورج بيريز ورون ليم بقلم الرصاص، ظهرت الفصول ذات الأحداث المتقاطعة في الكتب المصورة ذات الصلة. منذ تسلسلها الأولي من يوليو إلى ديسمبر 1991، تمت إعادة طباعة السلسلة بتنسيقات وإصدارات مختلفة.
أحداث المسلسل يقودها ثانوس، المتمثل بالشخصية العدمية التي قام ستارلين بإنشائها لمارفل في عام 1973. عندما بدأ جيم ستارلن في كتابة سيلفر سيرفر (كتاب هزلي) في عام 1990، بدأ ستارلن وليم مؤامرة جديدة مع ثانوس التي طورت أكثر من ستة عشر إصدارًا شهريًا وعرض محدود قبل الختام في ذا انفينيتي غونتليت. أحضر بيريز لرسم ذا انفينيتي غونتليت لأنه حصل على شهرة أكبر بين المعجبين ولأن ليم كان لديه بالفعل جدول زمني كامل. ومع ذلك، بعد الانتهاء من ثلاث أعداد وجزء من الرابع، أدى جدول أعمال بيريز المزدحم وعدم رضاه عن القصة إلى استبداله بـ ليم.
في بداية القصة، جمعت شخصية ثانوس جميع الجواهر الستة اللامتناهية وربطها بنقده مع قوتهم المشتركة، يصبح «مثل الإله» وينطلق لكسب عاطفة عشيقة الموت وهي التجسيد الحي للموت في عالم مارفل. عندما يستخدم ثانوس قواه لقتل نصف الكائنات الحية في الكون على الفور، يقود آدم وارلوك أبطال الأرض المتبقين ضده. بعد سرقة ذا انفينيتي غونتليت من قبل نيبيولا حفيدة ثانوس الشريرة، ثانوس يساعد الأبطال الباقين في هزيمتها. يحصل ارلوك في النهاية على ذا انفينيتي غونتليت ويستخدم قوته للتراجع عن الموت والدمار.
كانت السلسلة من أكثر الكتب مبيعًا لـمارفل أثناء النشر وتبعها تتابعتان فوريان، ذا انفينيتي ور (1992) وذا انفينيتي كروسيد (1993). استمرت أحداث القصة في الإشارة إليها في كاريكاتيرات مارفيل الأخرى لعقود. ظل ذا انفينيتي غونتليت شائعًا بين المعجبين، مما يستدعي إصدارات إعادة طبع وبضائع متعددة، مع سماته وعناصره التي توجد في ألعاب الفيديو والرسوم المتحركة والأفلام.

## تاريخ النشر

### الخلفية
قدم جيم ستارلين لأول مرة ثانوس وهو العدو في القصة، في الرجل الحديدي رقم 55 في فبراير 1973. بعد تقديم العمل الفني للكابتن مارفل 24-25 (يناير 1973 ومارس 1973)، شارك ستارلين في كتابة رقم 26 (مايو 1973) مع مايك فريدريش، الذي أظهر ثانوس (وإن كان في الظل) على غلاف مارفل لأول مرة وكان بمثابة بداية لما تمت صياغته «حرب ثانوس الأولى».  بعد التعاون مع فريدريش في الفترة 27-28 (يوليو وسبتمبر 1973)، تولى مهام الكتابة الوحيدة لبقية الملحمة الكونية الكاسحة من 29 إلى 33 (نوفمبر 1973 - يوليو 1974). أكمل ستارلين إصدارًا أخيرًا واحدًا - رقم 34 (سبتمبر 1974)، مما مهد الطريق لوفاة البطل مارفل في نهاية المطاف - قبل ترك العنوان.
في عام 1975، بدأ ستارلين في كتابة وتوضيح سترانجر تالس، حيث أجرى تغييرات كبيرة على آدم وارلوك وطور مفهوم إنفينيتي جيمز. أعاد تقديم ثانوس أولاً كحليف لوارلوك، ثم كمنافس له في قصة معروفة باسم «حرب ثانوس الثانية» التي استمرت حتى عام 1977. نظرًا لتواريخ نشرها المتقاربة، تُعتبر حربي ثانوس أحيانًا قصة واحدة. كلاهما يعتبر من القصص «الكونية» وأدى إلى أن يعرف ستارلين بأنه كاتب «كوني».
استقال ستارلين من عمله المعتاد لصالح مارفل بعد انتهاء حرب ثانوس الثانية، لكنه عاد من حين لآخر لمشاريع قصيرة مثل رواية ذا ديث اوف كابتن مارفل الرسومية والعمل المملوك للمبدع مثل دريدستار ذي الطابع الكوني خلال الثمانينيات، كما قام بعمل بارز في دي سي كومكس، مثل باتمان (كتاب قصص مصورة)و كوميكس الأوديسة. مقابلة عام 1990، وصف ستارلين نفسه بأنه الكاتب الوحيد الذي سُمح له «باللعب» مع ثانوس، على الرغم من أن الكتاب الآخرين كتبوا بعض الفصول المترابطة من حرب ثانوس الأولى.
جورج بيريز هو فنان مشهور اشتهر برسم الرسوم الهزلية التي تضم طاقمًا كبيرًا. برز في السبعينيات أثناء عمله في فيلم مارفل ذا افنجيرز قبل أن يغادر الشركة للعمل لدى دي سي في الرسوم الهزلية مثل نيو تين تايتنز، وكريسس اون انفينياي اريث، ووندر ومين. في عام 1984، أبرم بيريز عقدًا حصريًا مع دي سي.

### التطوير

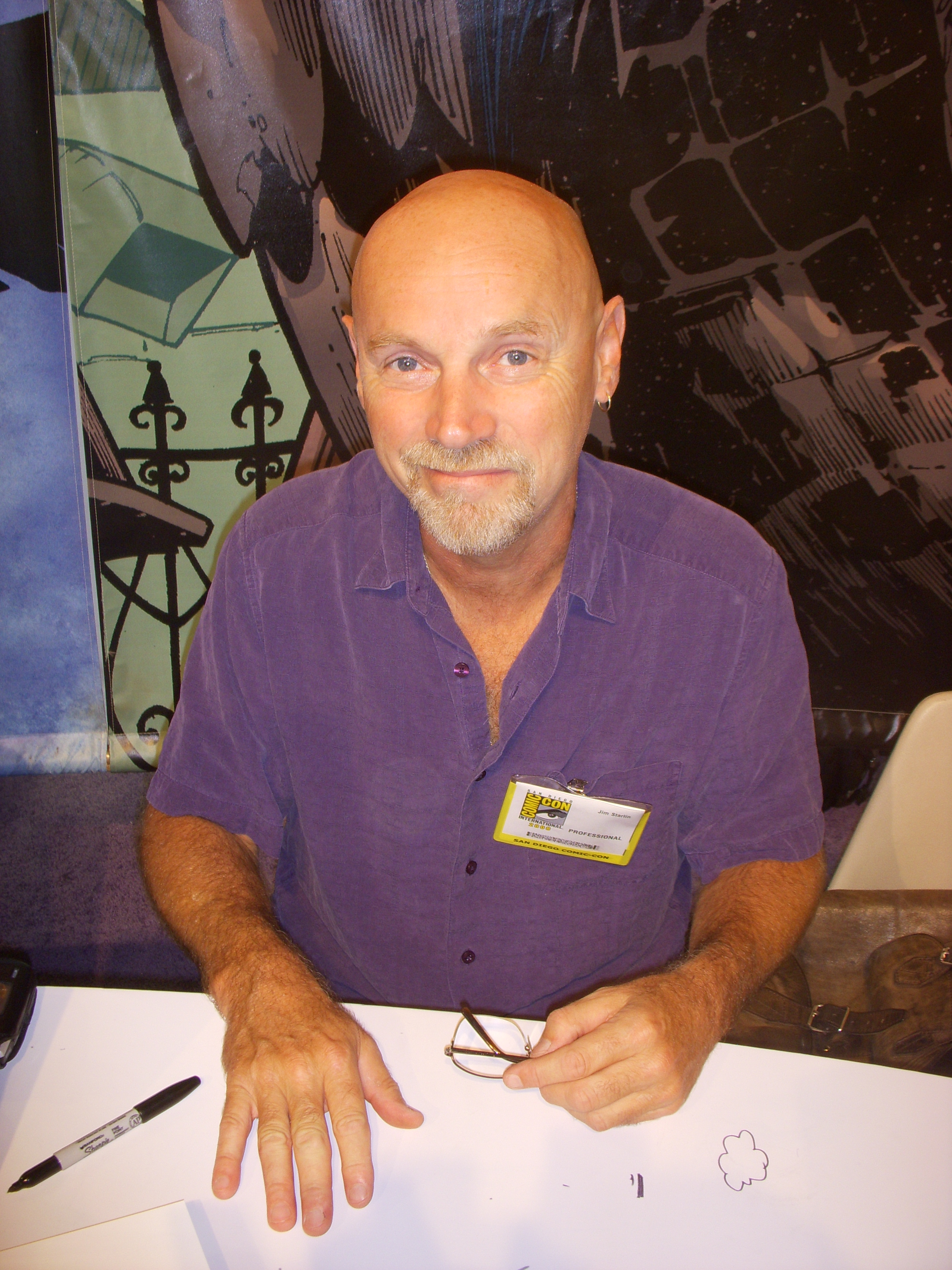
كاتب المسلسل جيم ستارلين عام 2008.

في عام 1988، كان ستيف إنجلهارت يكتب سيلفر سيرفر وكان أحد قصصه يتضمن إنفينيتي جيم ومستيرز ديث. طلب إجراء قصة متابعة حيث تستخدم مستيرز ديث ثانوس للانتقام من أعدائها، لكن رئيس التحرير توم ديفالكو لم يعرف من هو ثانوس. بعد أن تم شرح الشخصية له، أحب ديفالكو الفكرة لدرجة أنه أراد حفظها من أجل كروس صيفي كبير بدلاً من ذلك. في ذلك الوقت، أشار إلى رغبته في تنسيقه مثل «ذا إيفنيوجري ور»، وهو فيلم كروس أوفر عام 1988 انتشر عبر الأحداث السنوية للعديد من المسلسلات المستمرة بدلاً من احتوائه في سلسلة محدودة.
بسبب علاقاته بالشخصية، تمت دعوة ستارلين مرة أخرى إلى مارفل لكتابة القصة. مستوحى من العمل الذي قرأه مؤخرًا من فيلهلم رايش وكارلوس كاستانيدا وروجر زيلاسني، أراد ستارلين عن قصد إضافة طبقات متعددة إلى شخصياته بدلاً من تركها أحادية البعد. بدأ الكتابة مع توقع أن هذه ستكون آخر قصص ثانوس «على الأقل لبعض الوقت» وكان في منتصف القصة قبل أن يقرر جعل ثانوس بطل مخالف للعرف.  بدأ كتابة سيلفر سيرفر بالرقم 34، غلاف مؤرخ في فبراير 1990. لتنظيم العديد من نقاط المؤامرة والشخصية، قام ستارلين بتدوين ملاحظات على بطاقة فهرسة وربطها بقطعة كبيرة من الأبلكاش معلقة على جداره.
أعادت أعداده الأربعة الأولى تقديم ثانوس وكان يُنظر إليه على أنه أول عمل في قصة ثانوس الجديدة. في البداية خطط ستارلين والمحرر كريس أندرسون لتبقى القصة محتواة في صفحات سيلفر سيرفر. ومع ذلك، تم شراء مارفل مؤخرًا وأمر المالكون الجدد باستغلال جميع حقوق الملكية الفكرية إلى أقصى حد. للاستفادة من الإثارة المحيطة بعودة ثانوس، تم تقسيم بداية الفصل الثاني إلى سلسلة محدودة من إصدارين ذا ثانوس جوست، الذي صدر في سبتمبر-أكتوبر 1990. ثم استمرت المؤامرة في سيلفر سيرفر ابتداءً من رقم 44. في سيلفر سيرفر رقم 46، أعاد ستارلين تقديم آدم وارلوك وطاقمه المساند. قام بتضمين هذه الشخصيات لأن المحررين أخبروه أن كاتبًا مختلفًا يريد استخدامها، وسيسمحون له ما لم يرغب ستارلين في استخدامها أولاً. لم يكن ستارلين معجبًا بعمل الكاتب الآخر، لذلك كتب آدم وارلوك في قصة سيلفر سيرفر الخاصة به. مرة أخرى، خطط ستارلين وأندرسون لإنهاء القصة في صفحات سيلفر سيرفر، لكن مبيعات ثانوس كويست كانت عالية بما يكفي لتبرير عرض آخر. بعد سيلفر سيرفر رقم 50، انتقلت المؤامرة إلى ذا انفينيتي غونتليت. نظرًا للوقت اللازم لكتابة الإصدارات ذات الطول المزدوج للسلسلة المحدودة وتنسيق الروابط الإضافية، اضطر ستارلين إلى ترك سلسلة سيلفر سيرفر في الرقم 52.
لم يعارض طاقم التحرير خطط ستارلين لقتل الشخصيات الرئيسية، وهو ما يعتقد أنه يرجع جزئيًا إلى أن أندرسون لم يشارك الكثير من التفاصيل مع أقرانه. ومع ذلك، قاموا بتحديد أي من «شخصياتهم» يمكن أن يكون لها أدوار في القصة. على سبيل المثال، سمح بوب هراس محرر إكس مان لـسايكلوبس وولفرين بالظهور فقط. قيل إن بقية أعضاء فريق إكس مان ماتوا خارج اللوحة أو تم حذفهم. يرجع هذا التردد جزئيًا إلى الحداثة النسبية لأحداث الكروس الصيفية.
في أوائل عام 1990، علم الكاتب والفنان في مارفل جيم فالنتينو أن عقد بيريز مع دي سي كوميكس سينتهي في أغسطس. اتصل ببيريز عبر الهاتف ليرى ما إذا كان سيحبر غلافًا لـجاردينز اوف ذا جاليكسي، وهو كوميدي كان فالنتينو يكتبه ويقلمه حاليًا. وافق بيريز، وأخبر فالنتينو أندرسون، الذي كان محرره أيضًا. قام أندرسون بتمرير المعلومات إلى ستارلين، الذي اتصل بيريز وطلب منه رسم ذا انفينيتي غونتليت بقلم الرصاص. بعد العمل على الشروط مع ستارلين وأندرسون، وافق بيريز على الوظيفة. في مقابلة عام 1991، تكهن بيريز أنه سئل لأن سيلفر سيرفر و وثانوس كويست صاحب اللمسة الرصاص رون ليم كان مشغولا جدا.
على الرغم من أن بيريز كان كاتبًا وفنانًا في العاصمة، إلا أنه وافق على العمل من نصوص كاملة في ذا انفينيتي غونتليت لأنه لم يكن على دراية بالحالة الحالية لشخصيات مارفل. منذ البداية، وجد بيريز أن هذا «مزعج قليلاً ومثير للقلق» بسبب القيود المفروضة عليه. أعطى ستارلين لبيريز تخطيطًا مقترحًا مع كل نص لاستخدامه كمرجع، لكن بيريز تجاهله بموافقة ستارلين. لقد مارس هذه الحرية بإعطاء بعض المشاهد مساحة أكبر، بل ونقل بعض المشاهد إلى صفحات مختلفة. في وقت مبكر من التعاون، طلب من ستارلين زيادة عدد الشخصيات التي تظهر في القصة، لذا فإن عودته إلى مارفل من شأنها أن «تزيل إزعاج المشجعين وقلقهم».
قبل أن ينهي بيريز الفن الداخلي للعدد الأول، أكمل رسم لأغلفة الأعداد الأربعة الأولى بأقلام الرصاص حتى يمكن استخدامها كمواد ترويجية. ومع ذلك، فإن بعض الشخصيات، مثل ثور وكوازار، كانوا يرتدون أزياء قديمة على غلاف العدد الثالث وكان لا بد من إعادة رسمها، الأمر الذي أحبط بيريز. كان على ستارلين الذي كتب النصوص قبل أشهر، بإجراء تعديلات طفيفة لمراعاة التغييرات في هذه الشخصيات والرجل الأخضر (مارفل).
أثناء الإنتاج كان بيريز أيضًا يبتدع ور اف ذا جادز لـ دي سي كومكس، وهي سلسلة مسلسل وندر ومين التي وصفها بأنها مشروع «مرهق للغاية». عندما بدأ يتأخر عن الجدول الزمني في كلا المشروعين، أراد إنهاء ور اف ذا جادز لكنه كان ملزمًا تعاقديًا بإكمالها. جزئيًا بسبب هذا الضغط وجزئيًا لأنه اعتاد الكتابة والرسم، أصبح شديد النقد لنصوص ستارلين لـ ذا انفينيتي غونتليت. على وجه التحديد، شعر أنه يمكن سرد قصة ستارلين في صفحات أقل. أدى افتقاره إلى الحماس إلى إبطاء عمله، وبدأ يتأخر أكثر عن الجدول الزمني. في مقابلة عام 1994، ادعى ستارلين أن بيريز كان يتصرف أيضًا في ذلك الوقت، وأنه كان مساهماً أكبر في مشاكل الجدولة من عبء العمل الهزلي.
عندما أصبح واضحًا أن بيريز لن يكون قادرًا على الوفاء بالموعد النهائي للإصدار الرابع، طلب ديفالكو من رسام سلسلة سيلفر سيرفر العادي رون ليم إكمال الإصدار رقم 4. اقترح ديفالكو على بيريز أن يترك ليم ينهي بقية السلسلة، ووافق بيريز. فهم بيريز القرار، وقال لاحقًا إنه شعر أنه كان يجب أن يكون ليم هو الفنان منذ البداية. لقد وقع على أغلفة ليم لما تبقى من السلسلة لإظهار أنه لا يحمل أي نية سيئة للتغيير. على الرغم أن إدارة مارفل كانت تخشى أن تنخفض المبيعات مع رحيل بيريز، إلا أن المبيعات ارتفعت مع كل إصدار من إصدارات ليم.
اضطر ليم إلى ترك عمله المعتاد على لقب كابتن أميركا الشهري ليحل محل بيريز. استشهد ببيريز باعتباره أحد التأثيرات ووجد أنه من «المثير للأعصاب» أن يحل محله. علاوة على ذلك، جعله فريق التمثيل الكبير من أكثر الكتب تحديًا التي قام بها في تلك المرحلة من حياته المهنية. ومع ذلك، قال إنه من «الممتع» العمل على جانب التصميم في ذا انفينيتي غونتليت.
عندما رأى أرقام مبيعات ذا انفينيتي غونتليت، أدرك بيريز أنه ربما خسر «عشرات الآلاف من الدولارات» في عوائد الملكية الفكرية من خلال ترك المسلسل. ومع ذلك، كان سعيدًا لأنه غادر عندما علم أن هناك تكملة قيد التطوير. مثل ستارلين، بدأ بيريز المشروع معتقدًا أنه سيكون آخر قصة ثانوس، لكن الإدارة طلبت من ستارلين كتابة تكملة في منتصف الطريق من خلال ذا انفينيتي غونتليت. بحلول ذلك الوقت، كان ستارلين قد تصور بالفعل مفاهيم المتابعة وعرف أنها ستكون ثلاثية.

### النشر
قام قسم التسويق في مارفل «بضخامة» الحدث في الأشهر التي سبقت صدوره وفقًا للصحفي شون هاو. أحد جوانب العرض الترويجي هو إرسال مجموعة لتجار التجزئة المباشرين في السوق تتضمن رسالة تشرح تفاصيل السلسلة، وعلامة لوضعها في سجل النقود، وملصق بعرض 18 بوصة وطوله 36 بوصة. عرضت مجلة مارفل الترويجية مارفل ايج قصة غلاف عن ذا ثانوس كويست ومقابلة مع ستارلين في العدد 91 (أغسطس 1990)، تليها معاينة من 7 صفحات لـ ذا انفينيتي غونتليت العدد رقم 1 في مارفل ايج العدد رقم 99 (أبريل 1991). كانت السلسلة المحدودة هي ميزة الغلاف في دايفيد أنتوني كرافت العدد رقم 94 في مارس 1991، والتي تضمنت مقابلة من 8 صفحات مع بيرز، وتمت مقابلة ستارلين حول السلسلة في كويكس سين العدد رقم 19 في يونيو 1991
خططت مارفل في البداية لإصدار إصدار جديد كل أسبوعين، ولكن مشاكل الموعد النهائي تسببت في إصداره شهريًا.  كان لقضايا مواعيد تغطية الفترة ما بين يوليو وديسمبر 1991. وكان كل واحد المتاحة في كل تخصص مخازن هزلية وكشك للجرائد وسائل، والتي شملت محلات السوبر ماركت والمتاجر. على الرغم من أن العمل الفني للغلاف كان متطابقًا، إلا أن الإصدار المباع في المتاجر الكوميدية يضم عملًا فنيًا إضافيًا يحتفل بالذكرى الثلاثين لمارفل بدلاً من الرمز الشريطي الموجود في إصدار كشك الصحف. كان كل عدد 48 صفحة وكان سعر الغلاف 2.50 دولار في وقت كان متوسط رسوم مارفل المصورة 1.00 دولار و 24 صفحة.

### الروابط
للتأكيد على الطبيعة المترابطة للكتب المصورة لمارفل، بعض المسلسلات المستمرة من بطولة الشخصيات التي شوهدت في ذا انفينيتي غونتليت لديها قضايا معاصرة تظهر الحبكة الرئيسية من وجهة نظر مختلفة أو استكشاف عواقب أحداث معينة. تضمنت هذه الأعداد مثلثًا في الزاوية اليمنى العليا من أغلفة هذه الأعداد بالنص «آن انفينيتي غونتليت كروساوفير». هذه التعادل في لم القضايا التي لا تؤثر على مؤامرة من سلسلة محدودة، ويمكن أن يتم تخطي من قبل القراء دون خلق ثغرة الحبكة. تم تعيين دكتور سترينج العدد رقم 36 بعد أحداث التقاطع وظهر على شكل مثلث مع النص «آن انفينيتي غونتليت إبلوجي».
على عكس عمليات الانتقال الأخرى مثل أرمجدين 2001 (التقاطع المتنافس لعام 1991 من دي سي كوميكس) والتي تضمنت روابط من الغالبية العظمى من الرسوم الهزلية لناشرها، لم يكن لدى ذا انفينيتي غونتليت سوى روابط من العناوين التي من الواضح أنها مرتبطة بالحدث أو من سلسلة التي كانت بحاجة إلى زيادة في المبيعات. وفقًا لبيريز، كان موقف مارفل إتجاه الروابط الإضافية لألقابه منخفضة البيع هو «افعلها أو غير ذلك».  ظل ستارلين غير متورط، مما سمح للكتاب باختيار عناصر القصة التي يرغبون في استخدامها.
| عنوان                                   | مسائل       | تاريخ التغطية | كاتب                                 | فنان                   |
| --------------------------------------- | ----------- | ------------- | ------------------------------------ | ---------------------- |
| كلوك اند داجر (المجلد 3)                | رقم 18      | يونيو         | تيري كافانا                          | ديف كروس وسام ديلاروسا |
| دكتور سترينج، سورسيرر سوبريم (المجلد 3) | رقم 31-36   | يوليو-ديسمبر  | روي ودان توماس                       | توني دزونيغا           |
| لا تصدق الهيكل (المجلد 2)               | رقم 384-385 | أغسطس سبتمبر  | بيتر ديفيد                           | ديل كيون               |
| كوازار                                  | رقم 26      | سبتمبر        | مارك جروندولد                        | ديف هوفر               |
| سيلفر سيرفر (المجلد 3)                  | رقم 51-59   | يوليو-نوفمبر  | جيم ستارلين (51-52) رون مارز (53-59) | رون ليم وتوم كريستوفر  |
| السائر أثناء النوم                      | رقم 7       | ديسمبر        | بوب بوديانسكي                        | بريت بليفينز           |

### المطبوعات التي تم جمعها
تم جمع المسلسلات القصيرة في إصدار واحد بغلاف رقيق تم إصداره في عام 1992، وهو الوقت الذي جمع فيه الناشرون قصصًا شائعة فقط،  لتتزامن مع إصدار ذا انفينتي ور. ظهرت على الغلاف الفني الجديد لبيريز وتم تعزيزه بشعار رقائق معدنية. طبعات لاحقة من هذه الطبعة لها غلاف فني بديل من فنانين مختلفين ولا يوجد تحسينات. كان سعر التجزئة المقترح 19.95 دولارًا، أي أكثر بخمسة دولارات من إجمالي تكلفة التجزئة للإصدارات الفردية التي يحتوي عليها.
في يونيو 2006، أصدرت مارفل إصدارًا ثانيًا تم جمعه بغلاف رقيق ليتزامن مع فيلم إنهايليشن للمخرج كيث جيفن وأندريا دي فيتو، وهو كروس آخر من بطولة ثانوس وسيلفر سيرفر. استخدم هذا الإصدار فن الغلاف من الإصدار رقم 1 وكان له لباس تجاري مطابق لمجموعات الإصدار الأول من ذا انفينتي ور وذا انفينتي كروسيد التي تم إصدارها بعد ذلك بوقت قصير. في شهر الإصدار، باعت ما يقرب من 2500 نسخة وكانت المجموعة الهزلية رقم 33 الأكثر مبيعًا وفقًا لـ دايمند ديستربيوشن. أصدرت مارفل أيضًا مركبة سيلفر سيرفر مجموعة بعنوان «ولادة ثانوس من جديد» في عام 2006 والتي تضمنت أربعة من الإصدارات الرئيسية من سيلفر سيرفر وكلا الإصدارين من ذا ثانوس كويست.
تم إصدار إصدار غلاف مقوى في يوليو 2010 باعتباره الإدخال 46 في خط مارفل بريمير كلاسيك. مثل المجلدات الأخرى في هذا الخط، كان متوفرًا بغلافين. ظهر على الغلاف القياسي مقطع ثانوس من غلاف العدد رقم 4 على خلفية سوداء غير لامعة مع العنوان بالحبر المعدني الأحمر. أظهر الغلاف المتنوع، المتاح فقط للمتاجر المتخصصة الهزلية، صورة الغلاف الخاصة بالإصدار رقم 1 مخفضة بنسبة 50٪ على خلفية سوداء وحمراء. تُعرّف النسخة المتغيرة نفسها على أنها العدد رقم 46 في مجموعتها.
في عام 2011، تم إصدار الطبعة الثالثة من سوفتكافير. أعادت الطباعة الأولى استخدام العمل الفني من الغلاف القياسي لإصدار بريمير كلاسيك. عادت المطبوعات اللاحقة إلى غلاف العدد رقم 1. ارتفعت مبيعات المجموعة بعد ظهور ثانوس في مشهد ما بعد الاعتمادات لفيلم ذا افينجيرز لعام 2012، مما تسبب في أن تكون ذا انفينيتي غونتليت هي الرواية المصورة الأكثر مبيعًا في عام 2018.
في يوليو 2014، أصدرت مارفل في 1248 صفحة الجامع طبعة من ذا انفينيتي غونتليت. بالإضافة إلى السلسلة المحدودة، تضمنت الغلاف الصلب أيضًا الإصدارات السابقة لـ سيلفير سيرفير وذا ثانوس كويست والترابطات التي تم تسويقها. كما تضمنت أعدادًا إضافية من إنكرديبل هلك وكوازار وسيلفر سيرفر وسيابيدرمان التي لم يتم الإعلان عنها على أنها روابط إضافية، ولكنها كانت مرتبطة بالقصة. عرضت كل من متاجر الكتب المصورة وسوق الكتب إصدارًا منتظمًا يضم الغلاف لـ ذا انفينيتي غونتليت العدد رقم 1، ولكن يمكن للمحلات الهزلية أيضًا طلب إصدار مختلف مع غلاف فني لستارلين.
ضُمن الإصدار الأول من ذا انفينيتي غونتليت في الموجة الأولية من مجموعة مارفل«ترو بليذيرز» في أبريل 2015. وتتألف الكتب المصورة في هذا السطر من إعادة طبعها فقط بسعر مخفض، وتهدف إلى تعريف القراء الجدد بالعناوين الأكثر شهرة في تاريخ مارفل. تم إقران طباعة جديدة مع إعادة طباعة «ترو بليذيرز» لـسيلفير سيرفير العدد رقم 34 في أبريل 2018.
في مارس 2018، أصدرت مارفل مجموعة حقيبة انفينيتي غونتليت المكونة من 12 كتابًا بغلاف مقوى. بدأت المواد ب ـبرولوج إنفينيتي جاونتليت وتضمنت جميع عمليات الانتقال الثلاث انفينتي، ووصلاتهم الإضافية، والمواد المتداخلة، وغلاف مقوى مكون من 528 صفحة. وذا انفينيتي غونتليت مقدمة صدر بشكل مستقل من مجموعة في نفس الوقت.
تم إصدار غلاف ورقي فاخر في فبراير 2018. احتوى على مسلسل قصير ومحتوى إضافي يناقش إنشاء السلسلة.

## مؤامرة
قام تيتان ثانوس بإحيائه من قبل مستيريس ديث لتصحيح عدم التوازن الملحوظ بين الحياة والموت، ويواجه أولًا سيلفير سيرفير، ثم يزيف موته بعد ذلك دون تدخل. قرر ثانوس استعادة الأحجار اللامتناهية الست التي استخدمها سابقًا كسلاح بسيط. بعد هزيمة العديد من حكماء الكون وداخل بتوينير، ثانوس يستعيد الأحجار الكريمة واصبح لديها السيطرة على جوانب ستة من وجودها: الوقت، والفضاء، العقل، الروح، واقع والطاقة. ومن المفارقات، أن ثانوس الآن في حوزته «انفينيتي جونتليت»، ينصحه الموت عبر وسيط بأنها لا تستطيع التحدث إليه مباشرة لأنه الآن هو رئيسها.
يتعلم ذا سيلفير سيرفير أن ثانوس لا يزال على قيد الحياة ويواجهه، بينما يحبس ثانوس روح سيلفير سيرفير داخل جوهرة الروح.  في «سول ورد»، يواجه سيلفر سيرفر العدو السابق لثانوس، آدم وارلوك. يعيد آدم وارلوك سيرفر إلى جسده ويعد بالمساعدة في هزيمة ثانوس. يتسابق سيرفر إلى الأرض لتحذير الفريق الخارق المنتقمون من التهديد القادم. الكيان الشيطاني ميفيستو يستشعر القوة في انفينيتي جونتليت ويعرض توجيه تعليمات إلى ثانوس في استخدامه، بينما ينتظر سرًا فرصة لسرقته لنفسه.
غاضبًا من رفض ميستيرس ديث، أنشأ ثانوس مزارًا في صورتها، ثم يحرق ويحرق نيبولا - الذي تظاهر بأنه «حفيدته» - كعرض. عندما لا يزال ثانوس مرفوضًا، في نوبة من الغضب، يدمر عدة نجوم ثم يقضي على نصف جميع الكائنات الحية في الكون. يحذر سيرفير دكتور سترينج بشأن ثانوس ويشجعه على استدعاء أبطال الأرض. تبحث الكيانات الكونية جالاكتوس وايفيك عن مصدر عدم التوازن المفاجئ ، بينما يغادر وارلك ورفاقهغامورا وبب ذا ترول سول ورد ويحتلون البشر المتوفين مؤخرًا على الأرض، لإحياء وتغيير الأجساد لتتناسب مع مظهرهم السابق. يظهر ورلوك أمام دكتور سترينج ويدعي أنه لا يمكن هزيمة ثانوس إلا إذا توحد أبطال الأرض الباقون تحت قيادته.
ورلوك يلتقي مع مجموعة من الكيانات الكونية، الذي، على الرغم من تردد والانسحاب من المحكمة المعيشة والخلود، توافق على مهاجمة ثانوس. يهاجم الأبطال المشتركون بينما يراقب ورلوك وسيرفير، ويقترب ثانوس من الهزيمة بعد الاستجابة لنصيحة ميفيستو للحد من قوته لإظهار إخلاصه للموت.
بعد فشل الأبطال تهاجم الكيانات الكونية، مع انضمام ميفيستو وميستريس ديث أيضًا في الهجوم على ثانوس. ومع ذلك، فإن ثانوس يحاصر جميع الكيانات في حالة ركود ويغير الضريح ليعرض نفسه بدلاً من مستريس ديث. معتقدًا أنه هزم جميع أعدائه، يفصل ثانوس وعيه عن جسده ويتخذ شكلًا نجميًا. تستخدم نيبيولا هذه الفرصة لسرقة انفينيتي جونتليت التي تم التخلص منها الآن. بعد استعادة نفسها، تنفي نيبيولا ثانوس للانجراف عبر الفضاء في مستوى نجمي، ولكن تم إنقاذه وإحضاره إلى الأرض بواسطة دكتور سترينج. ينصح ورلوك ثانوس بأنه أثناء وجوده في عالم الروح كان قادرًا على فحص روح تيتان. بفضل علاقته بجوهرة الروح، عرف وارلوك أن ثانوس سيفقد في نهاية المطاف القفاز اللانهائي لأنه في جوهره، شعر ثانوس أنه لا يستحق القوة. غارقة في هذا الوحي، يوافق ثانوس على مساعدة ورلوك ودكتور سترينج وسيلفير سيرفير في مواجهة نيبيولا.
يخدع ثانوس نيبولا لإعادة الكون إلى حالته السابقة، ويعود بدون قصد إلى ضحية حرق في هذه العملية. ستعود نيبيولا إلى صحتها قبل أن يتمكن ثانوس من استعادة القفاز، ولكن خلال هذا الإلهاء، يعود ورلوك إلى سول ورد ويستخدم اتصاله بالجوهرة لإحداث تنافر بين الأحجار الكريمة الأخرى. هذا يجعل نيبيولا تزيل القفاز، الذي يدعيه عراف ناشئ لنفسه. مفضلاً الموت على السجن، مات ثانوس على ما يبدو في تفجير انتحاري. الأبطال لديهم تحفظات على ورلوك الذي يحتفظ بالقفاز، لكنه يعيدهم إلى الأرض. يسافر ورلوك بعد ذلك 60 يومًا في المستقبل لزيارة كوكب غير مسمى حيث يعيش ثانوس كمزارع. ينصح ثانوس ورلوك بأن يتخلى عن سعيه للحصول على السلطة ويخطط لقيادة حياة هادئة واستبطانية.

## الاستقبال

### في الإصدار
حقق انفنتي جاونتلت نجاحًا فوريًا وأصبح أحد أكثر القصص تأثيرًا في القصص المصورة من التسعينيات. أفاد كل من الموزعين الهزليين على مستوى البلاد في ذلك الوقت (كابيتل سيتي ديستربيوشن ودايموند ديستربيوشن) أن كل إصدار كان واحدًا من أفضل عشرة مبيعن في شهر إصداره. عندما أصدرت كابتل سيتي أفضل 100 إصدار منفرد مبيعًا لعام 1991، تراجعت إصدارات انفنتي جاونتلت بين المركزين 42 و 64. بصرف النظر عن العدد الأول من ذا بونشر وور زون، كانت جميع الإدخالات ذات التصنيف الأعلى من إصدارات سبايدر مان، ذا جوكرز ويلد، رون 2 ,اكس مان ويزارد، وهي مجلة كوميدية معروفة باحتضانها للتكهنات في سوق القصص المصورة ، أدرجت ذا انفنتي جاونتلت  في المرتبة التاسعة ضمن «أهم الكتب» في سبتمبر 1991، وحصل عددان رئيسيان من سيلفر سيرفر على المرتبة السادسة والعاشر. ارتفعت قيمة إعادة بيع الإصدار الأول فوق سعر التغطية 2.50 دولار في سوق الإصدار الخلفي، حيث هبطت حول 9 دولارات أو 10 دولارات في أواخر عام 1992.
كان الإصدار الأول من سلسلة المتابعة فيلم انفنتي وويرلوك، التوصية الأولى من ويزارد لشهر ديسمبر 1991. ذا انفنتي وير أدى مباشرة إلى الجزء الأول الذي بدأ في يونيو 1992. التتمة التالية ل ذا انفنتي كروساد بدأ في يونيو 1993. كما تم بيع الروابط الإضافية لـ ذا انفنتي جاونتلت بشكل جيد، مما دفع المحررين الذين وضعوا قيودًا على الشخصيات التي تظهر في ذا انفنتي جاونتلت t إلى طلب رابط كتبهم لمتابعاتها. على الرغم من بيع السلسلتين التاليتين جيدًا، فقد شاهدهما النقاد مثل ساحر 'بات ماكالوم مدفوعاً بالمبيعات بدلاً من رواية القصص بسبب الترابط المفرط والقصص البطيء.

### في السنوات اللاحقة
وبحلول نهاية العقد الحالي، والفائدة في القصة المستمرة تضاءلت، مع عواقب السيئة المستقبلة من قبل المشجعين، والساحر ووتش إنفينيتي ألغت في عام 1995. وفي العام نفسه، انتقلت الأعجوبة الأحجار الكريمة إنفينيتي من استمراريتها الرئيسية إلى عالم بديل يسمى الترافيرسي، وهي ملكية حصلت عليها مارفل عندما اشترت ماليبو كوميكس. ثم تم إلغاء القصص المصورة الترافيرسي في عام 1996. بحلول عام 1998، لم يعد ويزارد يدرج انفنتي جاونتلت في دليل الأسعار الشهري. شهدت الطبعة الأولى من مجموعة الغلاف الورقي آخر طبعة لها في عام 1999.
ومع ذلك ، ظلت أيقونات جاونتلت شائعة. عندما دخلت مارفل في شراكة مع شركة أي اس بي ان التابعة لشركة ديزني لإنشاء صور ترويجية لموسم الدوري الأمريكي لكرة السلة للمحترفين 2010–11 ، تضمن إصدار 22 أكتوبر 2010 من أي اس بي ان: ذا ماجازين إعلانًا يظهر فيه كوبي براينت وهو يرتدي جاونتلت. عندما أصدرت أي جي ان قائمة غير مرتبة لأفضل أحداث الكتاب الهزلي على الإطلاق في عام 2011،  تضمنت ذا انفنتي جاونتلت واشار إليه على أنه «نموذج تستند إليه جميع الأحداث الكونية المستقبلية». غالبًا ما يُعزى جاذبيتها الدائمة إلى أعمال بيريز الفنية وعلاج ستارلين غير المعتاد للأبطال الكلاسيكيين.
عندما اعد ثانوس دور كاميو في عام 2012، وقد جددت هناك مصلحة في إنفينيتي جاونتلت.  زاد هذا الأمر في أكتوبر 2014 عندما  انكشف  عنوان فيلمي افينجيرس الثالث والرابع على أنه انفنتي وير-الجزء الأول وانفنتي وير-الجزء الثاني. مع اقتراب إصدار 2018 من انفنتي وير، أنتجت العديد من المواقع الإخبارية المصورة مقالات تشرح القصة وتتوقع العناصر التي سيتم تضمينها في التعديل. أدى الاهتمام المتجدد من الأفلام إلى جمع غلاف ورقي من انفنتي جاونتلت وهي الرواية المصورة الأكثر مبيعًا في عام 2018.
لم تكن جميع التقييمات إيجابية - في مراجعة 2013 لـمالتيفيرستي كوميسس، شعر دراو برادلي أن القصة كانت «رائعة فقط» إذا  قرات بالكامل. في وقت كتابة مقالته ، كانت النسخة المجمعة من الفصل الأول غير مطبوعة، مع عدم إعادة طباعة الكثير من الفصل الثاني بأي شكل من الأشكال. شعر برادلي أن القصة لن ترقى إلى مستوى الضجيج إذا تخطى القراء المادة الأولية. أثناء الكتابة لـديجتل سباي، اشتكى هوف ارميتج من عدم وجود عواقب حقيقية للرسوم الهزلية، واصفاً إياه بأنه «في الأساس قصة حب غريبة حقًا».

### تراث في الرسوم الهزلية
بصرف النظر عن عرضه المباشر وتتابعاته، فقد أثرت أحداث ذا انفنتي جاونتلت على خطوط القصة في القصص المصورة اللاحقة، بما في ذلك ثانوس في عام 2003،افينجيرس في عام 2011، وسيكريت ويرز في عام 2016. قللت العديد من هذه القصص اللاحقة من قوة التحدي، وغالبًا ما تُظهر شخصًا يمتلكه يتعرض للضرب من قبل خصم أقوى.
اعيد النظر في قصة ذا انفنتي جاونتلت بواسطة كتب هزلية أخرى في السنوات التي تلت إصدارها. مسلسل ماذا لو ...؟ ، الذي يستكشف النتائج البديلة للأحداث المهمة في مارفل يونيفيرسي، وبرزت العديد من القضايا التي سرقت فيها شخصيات مختلفة لجاونتلت من ثانوس أو حصلت عليه بطريقة أخرى. بدءًا من أغسطس 2010، أعاد الكاتب بريان كليفينغر والفنان براين تشوريلا سرد القصة لجمهور أصغر سنًا في سلسلة محدودة من أربعة أعداد افينجيرس وذا انفنتي جاونتلت كجزء من بصمه مارفل ادفنتورس. استخدم الإطار الأساسي للقصة، لكنه كتبها عن قصد بطريقة لا تدعو إلى مقارنات مع الأصل، والتي لم يعتقد أنه قادر على المنافسة معها. خلال عام 2015 الحروب السرية، أعادت سلسلة محدودة من خمسة أعداد من تأليف جيري دوجان وداستن ويفر استخدام العنوان وتضمنت عناصر مماثلة.

## البضائع
خلال النشر الأولي، عرضت تيناسيتي انكوربوراتد قميصًا أسود مرخصًا يتميز بغطاء فني من السلسلة. كان متاحًا حصريًا من خلال الإعلانات الموضوعة في كاريكاتير مارفل. يحتوي الجانب الأمامي على الغلاف الفني من العدد الرابع، والجزء الخلفي يحتوي على الغلاف الفني من العدد الثالث. على الرغم من عدم إنشاء ألعاب معاصرة لهذه السلسلة، فقد تم إنشاء العديد من شخصيات حركة ثانوس في السنوات التي تلت ذلك، بما في ذلك انفنتي جاونتلت إما كإكسسوار أو كجزء من النحت، مثل لعبة مارفل سيلكت مقاس 12 بوصة ولعبة سوبر هيرو سكواد 2 بوصة . في عام 2011، تضمنت مجموعة ألعاب مارفل يونيفيرسي المكونة من مجموعتين ثانوس وويرلوك وملحق انفنتي جاونتلت لـويرلوك ونسخة معاد طبعها من ذا انفنتي جاونتلت، قامت بعض مجموعات الألعاب بدمج شعار السلسلة على عبواتها، مثل مجموعة مينيمات لعام 2009 مع ثانوس، ويرلوك، ميفيستو ومجموعة دراكس ذا ديستروي أو سان ديجو كومك كون الحصرية مع إصدارات مارفل يونفيرسي من ثانوس، ميسرس ديث، ايروس، نيبل وانفنتي جاونتلت القابل للارتداء المصنوع من الرغوة. مجموعة متنوعة من البضائع المرخصة على اشكال مثل: إنفينيتي جاونتلت انشئ كذلك، بما في ذلك البنك عملة والأقراط من فكر المهوس، بوتل اوبنر من دايموند سيلكت تويز ، كافي مج من اينتيرتاينمينت ايرث، واوفن ميت من لوت كرييات.

## التطور
قامت كابكوم بتطوير القصة إلى لعبتي فيديو بعد وقت قصير من صدوره. الأولى، ابطال مارفل الخارقون، كانت لعبة قتال إصدرت كلعبة أركيد في عام 1995 قبل أن يتم نقلها إلى سيجا ساترن وبلايستيشن في عام 1997. الثانية، أبطال مارفل الخارقون في حرب الجواهر. صدرت في عام 1996 لنظام سوبر نينتندو إنترتينمنت. بعد المسلسل التلفزيوني الكرتوني (عرض فرقة سوبر هيرو), قدم "انفنتي سورد " في موسمه الأول، تم تكييف موسمه الثاني (2010-2011) بشكل فضفاض ل ذا انفنتي جونتلت . أصدرت جريبتونت جيمز لعبة فيديو لمارفل سوبر هيرو سكواد: ذا انفنتي جونتلت في عدة منصات في عام 2010. في أكتوبر 2011، أعلنت ويزكيدز أنها ستتكيف مع ذا انفنتي جونتلت في دورة لعب منظمة للعبة ميناتورس هيروكليكس في عام 2012. تأهل البائعون الذين أرادوا المشاركة للحصول على مجموعات العاب مجانية عن طريق شراء الحد الأدنى من حزم هيروكليكس المعززة الجديدة. بدأت في يناير وعقدت جولة جديدة مرة واحدة في الشهر حتى أغسطس. في كل جولة، تلقى اللاعبون قطعة لعبة خاصة للمشاركة وتلقى الفائزون إصدارًا محدودًا من القطع بناءً على شخصيات من القصة. يمكن دمج القطع المشاركة الثمانية لإنشاء ضريح ثانوس حتى الموت وتضمين كل الجواهر. في وقت الإصدار، كانت أكبر بطولة هيروكليكس. في عام 2014، تكيفت الحلقات الأولى من الموسم الثاني من الرسوم المتحركة المتحركة افينجيرس اسيمبل مع القصة. العناصر كما تضمنت من ثانوس المرتكزة 2013 الهزلي كروس سلسلة إنفينيتي كتبه جوناثان هيكمان ومبدئيا من قبل جيم تشيونغ، جيروم أوبينا، وداستن ويفر، مثل الحلفاء ثانوس "، وترتيب الأسود.
أصدرت كابكم لعبة مارفل ضد كابكم: انفنتي لأجهزة بلايستيشن 4 واكس بوكس 1 ومايكروسوفت ويندوز في سبتمبر 2017. بينما تتميز بعناصر من السلسلة، إلا أنها ليست تكيفًا مباشرًا. بالتزامن مع إصدار اللعبة، عقدت كابكم سلسلة بطولة عالمية تسمى باتل فور ذا ستونس. حصل الفائز في البطولة على جائزة نقدية وكأس انفنتي جاونتلت.
ضمنت انفنتي جاونتلت عام 2011 فيلم ثور بمثابة بيضة عيد الفصح للجماهير قبل مارفل ستوديو ثم قررت منتقمون الأفلام أن تتكيف مع انفنتي جاونتلت. أظهر مشهد ما بعد الاعتمادات افينجيرس: ايج اوف الترن في 2015  أن ثانوس مع جاونتلت بدون جواهر، وذكر أن مشهد (ثور)عام 2017 كان مزيفًا في (ثور:راجناروك)  فيلم افينجيرس: انفنتي وور 2018 مستوحى من انفنتي جاونتلت، ثانوس وهو يجمع أحجار إنفينيتي ويستخدمها لقتل نصف الكون. تتمة 2019، افينجيرس: ايند جيم، تركز على محاولات المنتقمون للتراجع عن أفعال ثانوس.

## روابط خارجية
- Infinity Gauntlet (storyline) على قاعدة بيانات الكتب المصورة